# Linia kolejowa Wielkie Łuki – Nowosokolniki
Linia kolejowa Wielkie Łuki – Nowosokolniki – linia kolejowa w Rosji łącząca stację Wielkie Łuki ze stacją Nowosokolniki. Zarządzana jest przez region petersbursko-witebski Kolei Październikowej (część Kolei Rosyjskich). Fragment linii Moskwa - Siebież - Ryga.
Linia położona jest w obwodzie pskowskim. Na całej długości jest niezelektryfikowana i jednotorowa.

## Historia
Linia została zbudowana na przełomie XIX i XX w. jako część kolei moskiewsko-windawskiej. Otwarcie dla ruchu miało miejsce 11 września?/24 września 1901.
Początkowo leżała w Imperium Rosyjskim, następnie w Związku Sowieckim. Od 1991 położona jest w Rosji.